# Jaime Peñafiel
Jaime Peñafiel (né à Grenade, en Espagne, le 11 juin 1932) est un journaliste, spécialiste de la famille royale d'Espagne. 
Longtemps rédacteur en chef du magazine ¡Hola! et journaliste pour El Mundo, il est également chroniqueur pour différentes émissions télévisées (comme Hormigas blancas). Il a aussi publié de nombreux ouvrages sur les têtes couronnées.